# (6237) Chikushi
(6237) Chikushi ist ein Asteroid des äußeren Hauptgürtels, der am 4. Februar 1989 vom japanischen  Astronomen Tsutomu Seki am Geisei-Observatorium (IAU-Code 372) in der Präfektur Kōchi in der Region Shikoku in Japan entdeckt wurde.
Der Himmelskörper wurde am 24. Dezember 1996 nach der Gemeinde Chikuzen in der Präfektur Fukuoka und der Provinz Chikugo benannt.